# Piotr Wawrzyniak
Piotr Wawrzyniak (ur. 30 stycznia 1849 w Wyrzece, zm. 9 listopada 1910 w Poznaniu) – polski duchowny rzymskokatolicki, wielkopolski działacz społeczny, oświatowy i gospodarczy, patron Związku Spółek Zarobkowych i Gospodarczych.

## Życiorys

### Młodość i wykształcenie

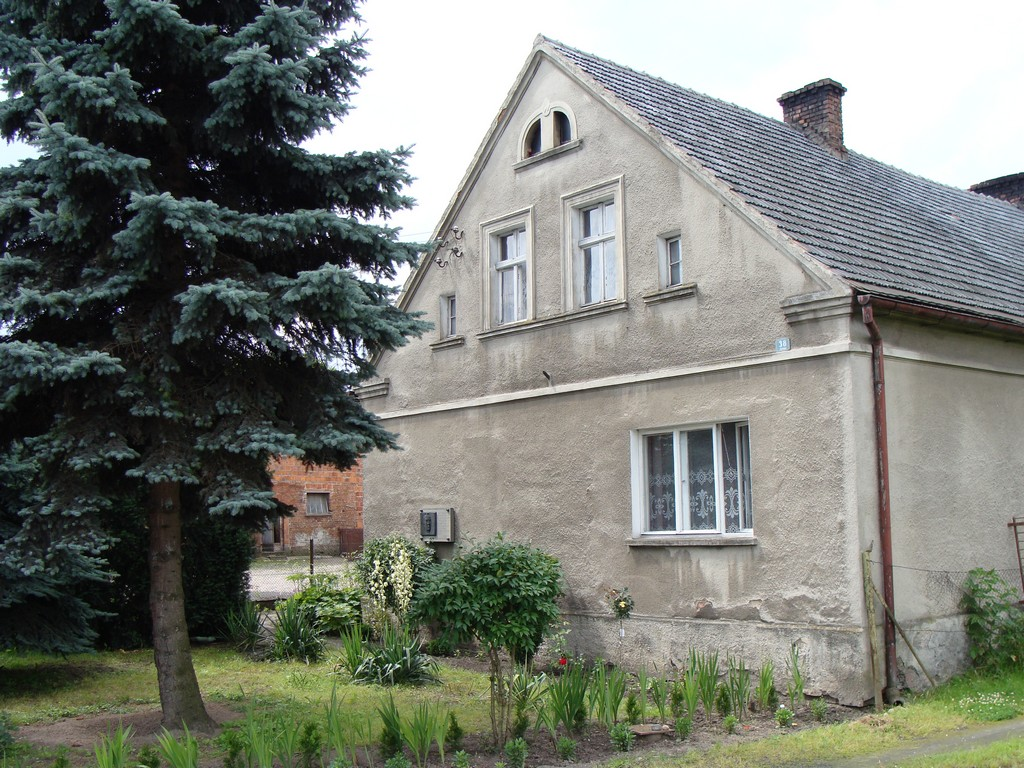
Rodzinny dom

Urodził się 30 stycznia 1849 w Wyrzece koło Śremu, w rodzinie chłopskiej Franciszka i Cecylii z domu Łopińskiej. Następnie został ochrzczony 7 lutego w kościele w Dalewie. Miał 9 rodzeństwa, 3 zmarło wkrótce po urodzeniu. Jego rodzice byli ludźmi głęboko wierzącymi. Jego matka, będąc jeszcze w ciąży, złożyła w sanktuarium w Górce Duchownej przyrzeczenie, że jeśli urodzi syna, odda go do stanu kapłańskiego. Fakt ten i religijne wychowanie zadecydowały o wyborze drogi życiowej ks. Wawrzyniaka.
Po ukończeniu wiejskiej szkoły elementarnej Piotr Wawrzyniak w 1858 r. rozpoczął naukę w Gimnazjum w Śremie, gdzie, nie licząc trudności w nauce zaraz na początku edukacji i związanej z tym krótkiej przerwy w uczęszczaniu do szkoły, był jednym z najlepszych uczniów. Od 1865 r. należał do Marianów (organizacji później nazwanej Towarzystwem Tomasza Zana)– działającej w szkole tajnej organizacji filomackiej, w 1866 r. został jej przewodniczącym. Organizacja ta stawiała sobie za zadanie propagowanie samokształcenia w zakresie historii, literatury i języka polskiego, a także oddziaływanie na młodszych kolegów oraz organizowanie obchodów rocznic narodowych. Wcześniej, zaraz po wybuchu powstania styczniowego w 1863 r., Piotr Wawrzyniak na kilka tygodni nawet samowolnie opuścił gimnazjum, chcąc przekroczyć granicę i walczyć z Rosjanami w Królestwie Polskim. Planów tych jednak nie zrealizował i na skutek perswazji ojca powrócił do szkoły.
W 1867 r. zdał maturę i wstąpił do seminarium duchownego w Poznaniu. W 1868 r. przyjął niższe święcenia, a w 1870 r. został subdiakonem. W tym samym roku przeszedł do seminarium w Gnieźnie, gdzie w 1871 r. otrzymał święcenia diakońskie.
Podczas nauki wyróżnił się na tyle, że dzięki ks. arcybiskupowi Mieczysławowi Ledóchowskiemu otrzymał stypendium na studia teologiczne. W 1871 r. wyjechał do Münster (ówcześnie przez Polaków nazywanego Monastyrem), gdzie poza nauką teologii interesował się naukami przyrodniczymi i technicznymi. W rok później wrócił do kraju, nie uzyskując prawdopodobnie licencjatu z teologii. W sierpniu 1872 r. ukończył seminarium w Gnieźnie.

### Wikary w Śremie
Święcenia kapłańskie przyjął 11 sierpnia 1872 roku. Mszę prymicyjną odprawił w rodzinnej parafii w Dalewie, po czym został wikarym w parafii Wniebowzięcia Najświętszej Marii Panny w Śremie. Wikariuszem pozostał do końca swojej pracy w Śremie. Po zgonie proboszcza Michała Menzela w 1889 r. zarówno parafianie, jak i arcybiskup Julius Dinder byli za tym, aby objął stanowisko proboszcza parafii, władze pruskie nie wyraziły jednak na to zgody. Jedynie w latach 1889–1890 był tak zwanym wikariuszem-substytutem, praktycznie zarządzającym parafią. W 1896 r. został szambelanem papieskim, a w rok później prałatem. Jako duszpasterz ks. Wawrzyniak był prężnym organizatorem. Odnowił kościół, wybudował „wikariówkę”, sprowadził do Śremu siostry elżbietanki.

### Proboszcz w Mogilnie
Niechęć władz pruskich do działalności ks. Wawrzyniaka sprawiła, że mógł objąć stanowisko proboszcza dopiero po 26 latach pracy jako wikariusz. 22 grudnia 1898 r. został proboszczem parafii św. Jakuba wraz z kościołem przyklasztornym św. Jana w Mogilnie. Częściowo z własnych funduszy odnowił kościół św. Jana i św. Jakuba, wybudował kaplicę Najświętszego Serca Jezusa, rozbudował plebanię. Duże zaangażowanie w pracę społeczną i częste podróże sprawiły jednak, że w swojej parafii przebywał tylko w niedziele i święta, na co dzień zastępował go ks. Mieczysław Brodowski.

### Działalność społeczna i polityczna

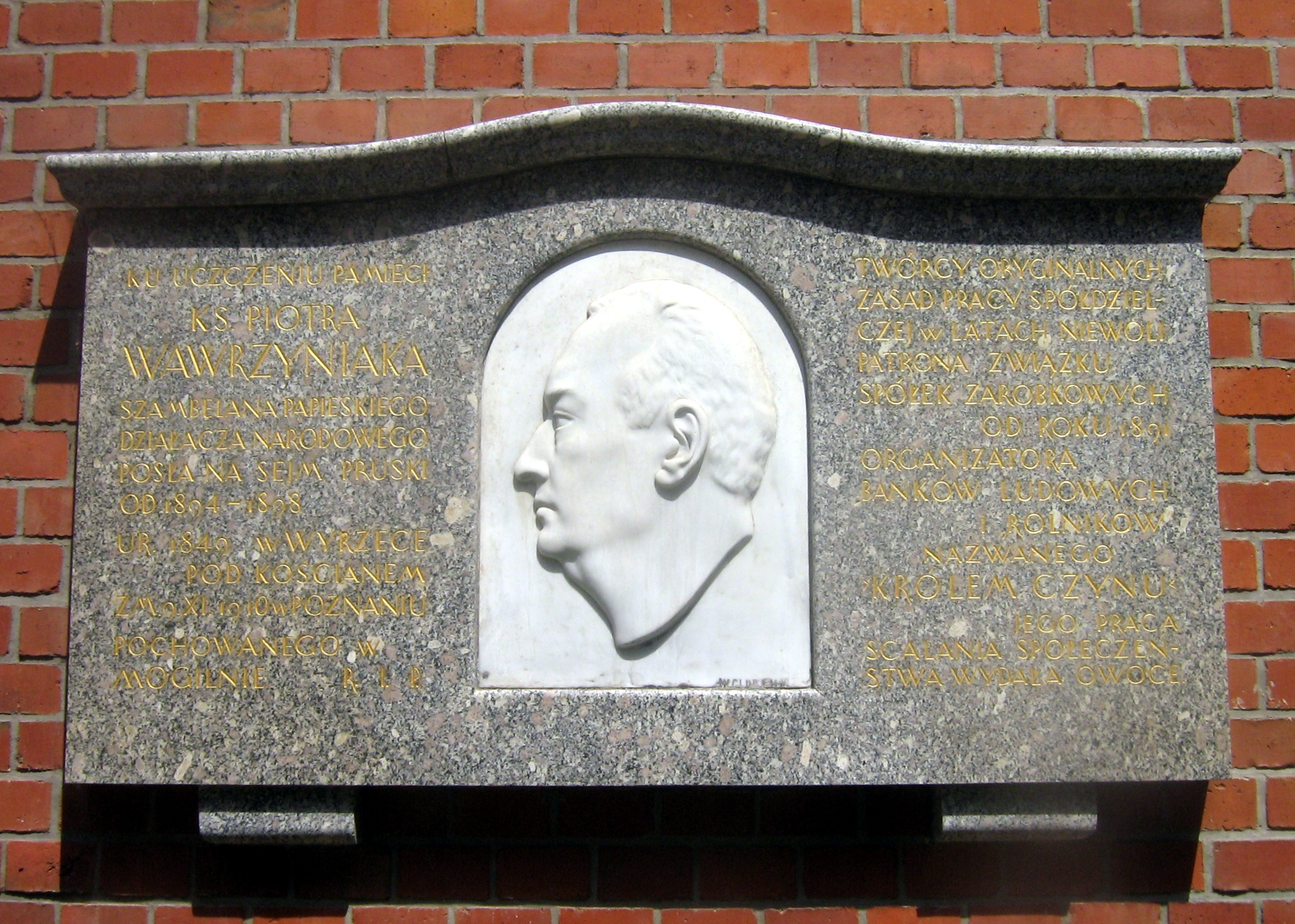
Tablica pamiątkowa na kościele Najświętszego Serca Jezusa i św. Floriana w Poznaniu

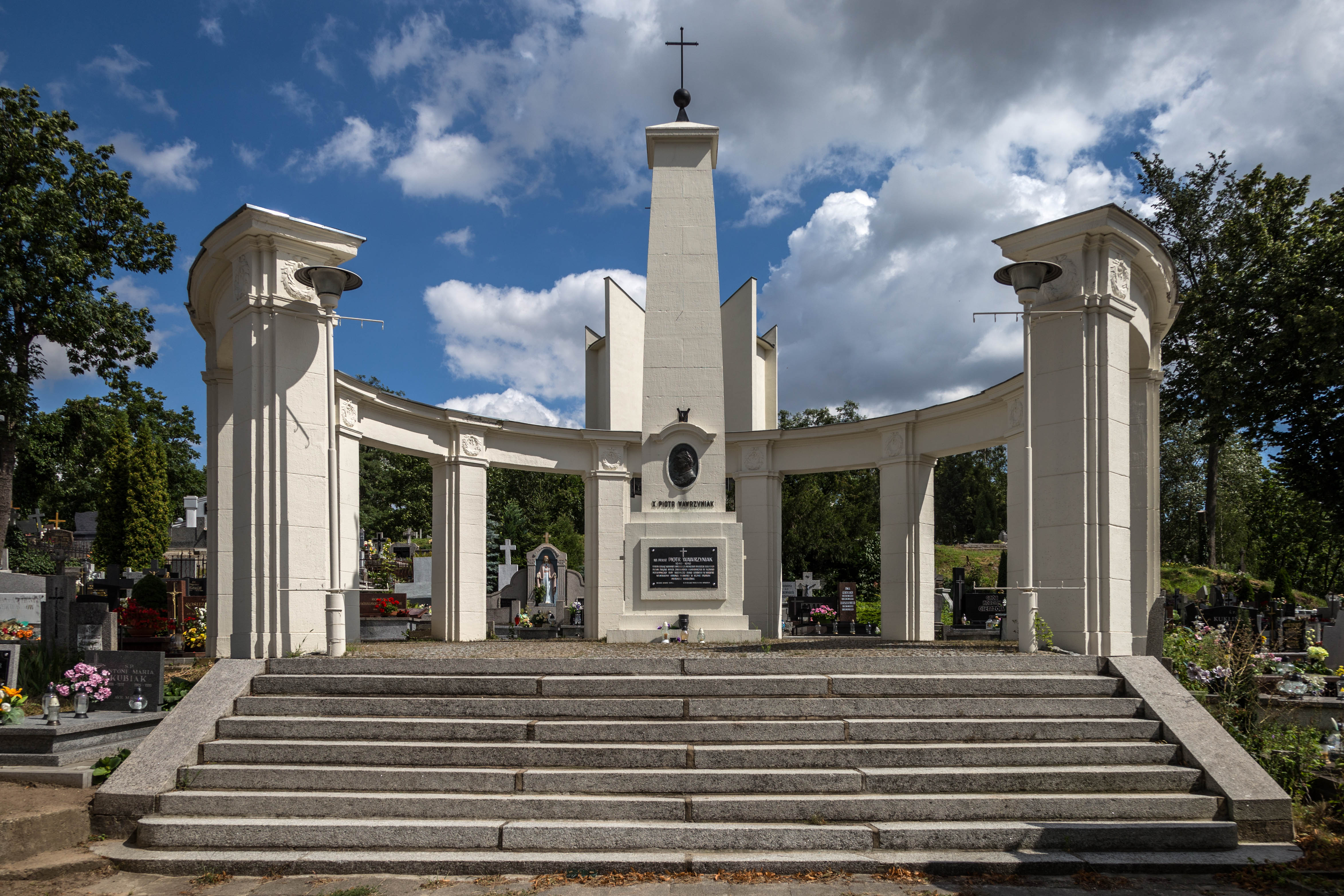
Mauzoleum ks. Piotra Wawrzyniaka na cmentarzu parafialnym w Mogilnie

Od samego początku działalność ks. Wawrzyniaka daleko wykraczała poza zwykłe obowiązki duszpasterskie. Już w 1873 r. stanął na czele Towarzystwa Przemysłowego św. Wojciecha w Śremie (przewodniczył mu przez 26 lat, do 1899 r.), później przez cały rok (1900) był kuratorem Towarzystwa Przemysłowego w Mogilnie. Korzystając z pomocy ks. Augustyna Szamarzewskiego zreorganizował lokalną Kasę Oszczędności i Pożyczek w Śremie w Bank Ludowy oparty na nowoczesnych zasadach spółdzielczości. W tym samym roku został jego wicedyrektorem, a od 1876 r. dyrektorem. Bankiem Ludowym w Śremie kierował przez 20 lat do 1896 r., później aż do śmierci był prezesem jego Rady Nadzorczej. W 1878 r. tenże Bank wszedł w skład zarządzanego przez Szamarzewskiego Związku Spółek Zarobkowych. W 1887 r. Wawrzyniak stał się wicepatronem, a po śmierci Szamarzewskiego w 1891 r. patronem Związku. To wydarzenie sprawiło, że stał się działaczem na skalę całego zaboru pruskiego. Za jego kadencji uporządkowano system finansowy Związku, zaczęto wydawać czasopismo „Poradnik dla Spółek” (od 1893 r.) z rozwinięciem. Popierał też spółki parcelacyjne dążące do utrzymania ziemi w polskim posiadaniu oraz tzw. „Rolniki”, czyli spółdzielnie zaopatrzenia i zbytu rolniczego. Za jego kadencji Związek rozszerzył działalność na Pomorze, Warmię, Mazury i Górny Śląsk.
Ks. Wawrzyniak brał udział w akcjach mających na celu szerzenie oświaty i kultury. W 1877 r. założył bibliotekę, która była oddziałem powstałego rok wcześniej Towarzystwa Oświaty Ludowej. W latach 1902–1910 kierował istniejącą do dzisiaj Drukarnią i Księgarnią św. Wojciecha w Poznaniu. Wcześniej w Śremie energicznie dbał również o tereny zielone. W latach 1893–1899 był prezesem Towarzystwa ku Upiększaniu Miasta.
Ks. Wawrzyniak angażował się też w działalność polityczną. W latach 1893–1898 był posłem do sejmu pruskiego (Landtagu). Z powodu zbyt słabej znajomości języka niemieckiego nie występował na posiedzeniach plenarnych, działał za to w poselskim Kole Polskim, w którym był jednym z dwóch sekretarzy. Przebywając w Berlinie, czynnie wspierał też w sprawach duchowych i organizacyjnych Polonię berlińską. W 1897 r. założył polskojęzyczny „Dziennik Berliński”.
Innym epizodem w działalności zagranicznej ks. Wawrzyniaka była wizyta w 1896 r. w USA, dokąd pojechał na I Polsko-Katolicki Kongres w Buffalo. Podczas wizyty odwiedził też ponad 30 parafii polskich parafii rzymskokatolickich w północno-wschodniej części Stanów Zjednoczonych. Właściwym celem wizyty ks. Wawrzyniaka w USA było powierzenie mu przez Kongregację Rozkrzewiania Wiary w Watykanie, którą wtedy kierował kardynał Mieczysław Ledóchowski, poufnej misji nakłonienia członków Polskiego Narodowego Kościoła Katolickiego do powrotu na łono kościoła rzymskokatolickiego. Misja ta jednak nie zakończyła się sukcesem.
Ks. Wawrzyniak cechował się również troską o innych kapłanów. W 1907 r. utworzył Związek Kapłanów „Unitas”, którego był prezesem i którego zadaniami było m.in. pielęgnowanie życia duchowego, zabezpieczenie materialne księży oraz „obrona duchowieństwa przed niesłusznymi zarzutami”. W 1909 r. zawiązał spółkę Towarzystwo Domu Zdrowia dla Kapłanów Katolickich w Zakopanem, które od hr. Adama Krasińskiego nabyło i zaadaptowało do swoich potrzeb budynek z ogrodem – „Księżówkę” – oparty na zasadach spółdzielczości dom wypoczynkowy dla księży, który istnieje i spełnia swoje zadania do dzisiaj.

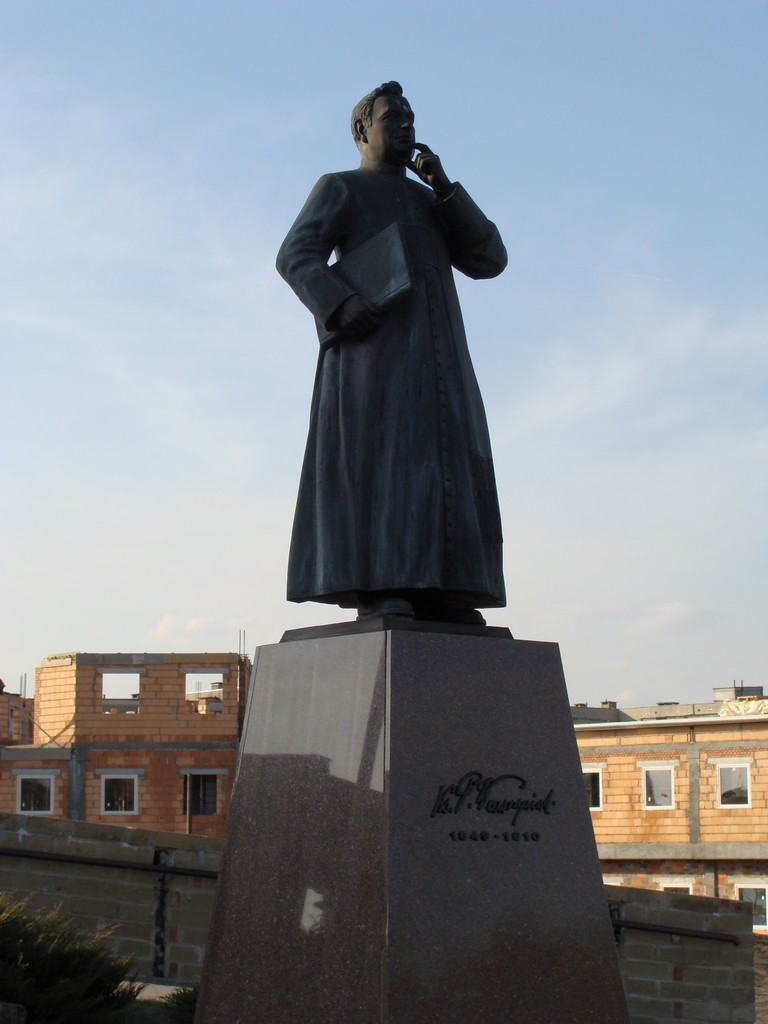
Pomnik przy kościele pw. Najświętszego Serca Jezusa w Śremie

### Zgon i dziedzictwo
Bardzo intensywna praca doprowadziła w końcu do zgonu ks. Wawrzyniaka. Zmarł on nagle na atak serca 9 listopada 1910 r. w Poznaniu po posiedzeniu Rady Nadzorczej Związku Spółek Zarobkowych i Gospodarczych, którego był patronem. Zgodnie z przedśmiertnym życzeniem został pochowany w Mogilnie. Jego uroczystości pogrzebowe były wielką manifestacją narodową, w których według szacunków wzięło udział od 10 do 15 tysięcy osób (cała ludność Mogilna liczyła wtedy poniżej 5 tys.)
Postaci zmarłego księdza poświęcono wielką liczbę nekrologów i komentarzy opublikowanych nie tylko w prasie polskiej, ale i niemieckiej, która doceniała jego wielkie znaczenie dla polskiego ruchu narodowego w zaborze pruskim. Dziennik „Berliner Tageblatt” nazwał ks. P. Wawrzyniaka „polskim niekoronowanym królem.”
W listopadzie 1913 roku przeniesiono zwłoki do nowego grobu ufundowanego przez parafię Mogilno. Autorem projektu składającego się z obelisku otoczonego kolumnami był Stefan Cybichowski.
Obecnie ks. Wawrzyniak poza Wielkopolską (w szczególności Śremem i Mogilnem) nie jest postacią szeroko znaną, chociaż ukazało się o nim wiele publikacji, jest też jednym z bohaterów serialu Najdłuższa wojna nowoczesnej Europy (1979–81) w reżyserii Jerzego Sztwiertni (w jego postać wcielił się Piotr Machalica). Wiele z instytucji, które założył i którymi kierował (jak Spółdzielczy Bank Ludowy w Śremie, „Księżówka” w Zakopanem) istnieje do dzisiaj.